# Alainen
Alainen är en sjö i kommunen S:t Michel i landskapet Södra Savolax i Finland. Sjön ligger 75,8 meter över havet. Arean är 47 hektar och strandlinjen är 6,51 kilometer lång. Sjön  ingår i Vuoksens huvudavrinningsområde.   Den ligger omkring 27 kilometer sydöst om S:t Michel och omkring 200 kilometer nordöst om Helsingfors. 
I sjön finns ön Suutarsaari. 